# 譚 (春秋)
譚（たん、紀元前11世紀 - 紀元前684年）は、周朝の諸侯国。国君は姒姓。
周初（紀元前11世紀）に武王により譚に封じられた。現在の山東省済南市章丘区の西に位置し、爵位は子爵。国力は常に弱く、斉の附庸国となった。
斉の公子小白が亡命したとき、譚を通過したが、譚の国君は厚く饗さなかった。後に小白が即位すると（桓公）、譚は祝賀のための使者を送らなかった。結果、譚は紀元前684年、斉により滅亡し、譚の国君は同盟国の莒に亡命した。譚は後代、国名を姓氏とした（譚）。